# Ligne 3 du S-Bahn de Berlin
Pour les articles homonymes, voir S3.
La ligne 3 du S-Bahn de Berlin (S-Bahnlinie 3 ou S3) est une des 15 lignes du réseau S-Bahn de Berlin. D'une longueur de 44,6 km et dessevant 30 gares, elle assure la liaison est-ouest de Berlin. Elle relie la Spandau au nord-ouest de la ville à Erkner au sud-est dans le land de Brandebourg non loin de la frontière berlinoise. Dans la tarification de Berlin-Brandebourg, la ligne traverse donc les zones A, B et C.
Les 44,6 km sont parcourus en moyenne en 74 minutes par le S-Bahn. Elle emprunte la ligne de chemin de fer de Berlin à Wrocław (Niederschlesisch-Märkische Eisenbahn en allemand ou « Chemin de fer de Basse-Silésie et de la Marche de Brandebourg ») qui est une des plus anciennes ligne ferroviaire allemande ouverte entre 1842 et 1847, le Stadtbahn de Berlin qui traverse le centre berlinois d'est en ouest et la ligne suburbaine de Spandau à l'ouest.

## Histoire
Le S-Bahn proprement dit a commencé à circuler sur la ligne de Berlin à Wrocław le 11 juin 1928. Elle s'appelait à l'époque ligne L et circulait de la gare d'Erkner jusqu'à la gare centrale de Potsdam en empruntant la ligne de Wrocław à Berlin (gare de l'Est), le Stadtbahn et la ligne de Berlin à Blankenheim. Le trafic a été interrompu de 1945 à 1948 à cause de la guerre et reprit ensuite.
De 2003 à 2017, la ligne 3 a été raccourcie accomplissant seulement la liaison entre Erkner et la gare de l'Est, voire seulement jusqu'à Ostkreuz. Elle ne parcourait que 21,7 km et ne desservait que 11 gares.
Depuis le 10 décembre 2017 lors de la réforme du tracé certaines lignes de S-Bahn, le S3 rejoint désormais Spandau.

## Les gares
En partant de l'extrémité sud-est de la ligne 3 (Les gares en gras servent de départ ou de terminus à certaines missions) : 
| PK   |  |   |  | Gare                                                | Zone tarifaire | Quartier berlinois/ Commune brandebourgeoise | Correspondances,                                                                                  | Ligne ferroviaire |  |
| ---- |  | - |  | --------------------------------------------------- | -------------- | -------------------------------------------- | ------------------------------------------------------------------------------------------------- | ----------------- |  |
| 0,0  |  | o |  | Erkner                                              | C              | Erkner                                       |                                                                                                   | Berlin-Wrocław    |  |
| 2,2  |  | • |  | Wilhelmshagen                                       | B              | Rahnsdorf                                    |                                                                                                   | Berlin-Wrocław    |  |
| 5,0  |  | • |  | Rahnsdorf                                           | B              | Rahnsdorf                                    | Tramway de Woltersdorf                                                                            | Berlin-Wrocław    |  |
| 9,6  |  | o |  | Friedrichshagen                                     | B              | Friedrichshagen                              |                                                                                                   | Berlin-Wrocław    |  |
| 11,0 |  | • |  | Hirschgarten                                        | B              | Friedrichshagen                              |                                                                                                   | Berlin-Wrocław    |  |
| 12,5 |  | o |  | Köpenick                                            | B              | Köpenick                                     |                                                                                                   | Berlin-Wrocław    |  |
| 14,4 |  | • |  | Wuhlheide                                           | B              | Köpenick                                     |                                                                                                   | Berlin-Wrocław    |  |
| 16,7 |  | o |  | Karlshorst                                          | B              | Karlshorst                                   |                                                                                                   | Berlin-Wrocław    |  |
| 19,2 |  | • |  | Dépôt de Rummelsbourg (Betriebsbahnhof Rummelsburg) | B              | Rummelsbourg                                 |                                                                                                   | Berlin-Wrocław    |  |
| 20,7 |  | o |  | Rummelsbourg (Rummelsburg)                          | B              | Rummelsbourg                                 |                                                                                                   | Berlin-Wrocław    |  |
| 21,5 |  | o |  | Ostkreuz                                            | A              | Friedrichshain                               |                                                                                                   | Berlin-Wrocław    |  |
| 22,7 |  | o |  | Warschauer Straße                                   | A              | Friedrichshain                               | Tramway de Berlin · Tramway de Berlin                                                             | Berlin-Wrocław    |  |
| 23,7 |  | o |  | Gare de l'Est (Ostbahnhof)                          | A              | Friedrichshain                               |                                                                                                   | Stadtbahn         |  |
| 36,9 |  | o |  | Jannowitzbrücke                                     | A              | Mitte                                        |                                                                                                   | Stadtbahn         |  |
| 38,0 |  | o |  | Alexanderplatz                                      | A              | Mitte                                        | Tramway de Berlin · Tramway de Berlin · Tramway de Berlin · Tramway de Berlin                     | Stadtbahn         |  |
| 17,1 |  | o |  | Hackescher Markt                                    | A              | Mitte                                        | Tramway de Berlin · Tramway de Berlin · Tramway de Berlin · Tramway de Berlin · Tramway de Berlin | Stadtbahn         |  |
| 39,8 |  | o |  | Friedrichstraße                                     | A              | Mitte                                        | Tramway de Berlin · Tramway de Berlin                                                             | Stadtbahn         |  |
| 41,2 |  | o |  | Gare centrale (Hauptbahnhof)                        | A              | Moabit                                       | Tramway de Berlin                                                                                 | Stadtbahn         |  |
| 43,0 |  | o |  | Bellevue                                            | A              | Hansaviertel                                 |                                                                                                   | Stadtbahn         |  |
| 44,1 |  | o |  | Tiergarten                                          | A              | Hansaviertel                                 |                                                                                                   | Stadtbahn         |  |
| 45,0 |  | o |  | Zoologischer Garten                                 | A              | Charlottenbourg                              |                                                                                                   | Stadtbahn         |  |
| 46,0 |  | o |  | Savignyplatz (de)                                   | A              | Charlottenbourg                              |                                                                                                   | Stadtbahn         |  |
| 47,0 |  | o |  | Charlottenbourg (Charlottenburg)                    | A              | Charlottenbourg                              |                                                                                                   | Stadtbahn         |  |
| 48,4 |  | o |  | Westkreuz                                           | A              | Charlottenbourg                              |                                                                                                   | Westkreuz-Spandau |  |
| 49,5 |  | • |  | Messe Süd Eichkamp                                  | B              | Westend                                      |                                                                                                   | Westkreuz-Spandau |  |
| 50,7 |  | o |  | Heerstraße                                          | B              | Westend                                      |                                                                                                   | Westkreuz-Spandau |  |
| 52,1 |  | o |  | Olympiastadion                                      | B              | Westend                                      |                                                                                                   | Westkreuz-Spandau |  |
| 53,2 |  | o |  | Pichelsberg                                         | B              | Westend                                      |                                                                                                   | Westkreuz-Spandau |  |
| 56,5 |  | o |  | Stresow (de)                                        | B              | Spandau                                      |                                                                                                   | Westkreuz-Spandau |  |
| 57,4 |  | o |  | Spandau                                             | B              | Spandau                                      |                                                                                                   | Westkreuz-Spandau |  |

### Gares ayant changé de nom
- Cöpenick est devenue Köpenick en 1933
- Sadowa est devenue Wuhlheide en 1929
- Stralau-Rummelsburg est devenue Ostkreuz en 1933
- Schlesischer Bahnhof (« gare de Silésie ») est devenue Hauptbahnhof (« gare centrale ») en 1987 et Ostbahnhof (« gare de l'est ») en 1999
- Börse est devenue Marx-Engels-Platz en 1951 et Hackescher Markt en 1992
- Ausstellung (« Exposition ») est devenue Westkreuz en 1932
- Eichkamp est devenue Deutschlandhalle en 1936, redevenue Eichkamp en 1946 et Messe Süd en 2002
- Rennbahn (« hippodrome ») est devenue Stadion-Rennbahn-Grunewald en 1930, Reichsportfeld en 1935 et Olympiastadion en 1960
- Spandau Hauptbahnhof (« gare centrale de Spandau ») est devenue Spandau en 1936 et Stresow en 1997
- Spandau West est devenue Spandau en 1997

## Desserte
D'après le site du S-Bahn Berlin
| Tronçon | Période de pointe | Période normale | Période creuse |
| --- | ----------------- | --------------- | -------------- |
| Erkner ↔ Ostkreuz | 10 min            | 20 min          | 30 min         |
| Friedrichshagen ↔ Ostkreuz | 10 min            | 10 min          | 20 min         |
| Dans les nuits du vendredi au samedi et du samedi au dimanche, les rames circulent sur le S3 dans une cadence de 30 minutes entre 0h30 et 4h30. Il n'y a pas de desserte nocturne dans les nuits pendant la semaine. |                   |                 |                |